# Campionato AMA Supermoto
Il Campionato AMA Supermoto è un campionato che si corre negli Stati Uniti destinato alle supermotard e in cui partecipano, oltre ai piloti di casa, anche concorrenti da varie nazioni.
La serie è nata nel 2003 in due categorie: 450 cm³ e cilindrata libera (Unlimited). I primi a vincere un titolo AMA supermoto sono stati il velocista Ben Bostrom (450cc) e il crossista Grant Langston.
Dal 2010 il campionato è stato sciolto per problemi organizzativi.
Dal 2005 il campionato è stato diviso in tre categorie:
- Premier: 175-250 2t e 250-450 4t, classe regina (fino al 2007 nominata solo Supermoto);
- Unlimited: fino a 750 2t e 4t;
- Lites: 250 4t.

## Campioni AMA

### Premier
| Anno | Superider      | Paese                  | Moto                    |
| ---- | -------------- | ---------------------- | ----------------------- |
| 2009 | Sylvain Bidart | Francia (bandiera)     | Honda CR-F 450          |
| 2008 | Troy Herfoss   | Australia (bandiera)   | KTM SMR 450             |
| 2007 | Mark Burkhart  | Stati Uniti (bandiera) | Yamaha YZ-F 450 Factory |
| 2006 | Jeff Ward      | Scozia (bandiera)      | Honda CR-F 450          |
| 2005 | Jürgen Künzel  | Germania (bandiera)    | KTM SMR 450 Factory     |
| 2004 | Jeff Ward      | Scozia (bandiera)      | Honda CR-F 450          |
| 2003 | Ben Bostrom    | Stati Uniti (bandiera) | Honda CR-F 450          |

### Unlimited
| Anno | Superider      | Paese                    | Moto                    |
| ---- | -------------- | ------------------------ | ----------------------- |
| 2009 | Kurt Nicoll    | Gran Bretagna (bandiera) | KTM SMR 505             |
| 2008 | Steve Drew     | Stati Uniti (bandiera)   | KTM SMR 505             |
| 2007 | Ben Carlson    | Stati Uniti (bandiera)   | Aprilia VDB Replica 550 |
| 2006 | Ben Carlson    | Stati Uniti (bandiera)   | KTM SMR 560 Factory     |
| 2005 | Micky Dymond   | Stati Uniti (bandiera)   | KTM SMR 560 Factory     |
| 2004 | Kurt Nicoll    | Gran Bretagna (bandiera) | KTM SMS 660 Factory     |
| 2003 | Grant Langston | Sudafrica (bandiera)     | KTM SMR 560             |

### Lites
| Anno | Superider        | Paese                  | Moto                    |
| ---- | ---------------- | ---------------------- | ----------------------- |
| 2009 | Danny Casey      | Stati Uniti (bandiera) | Honda CR-F 250          |
| 2008 | Brandon Currie   | Stati Uniti (bandiera) | Yamaha YZ-F 250 Factory |
| 2007 | Brandon Currie   | Stati Uniti (bandiera) | Yamaha YZ-F 250 Factory |
| 2006 | Cassidy Anderson | Stati Uniti (bandiera) | Honda CR-F 250          |
| 2005 | Mark Burkhart    | Stati Uniti (bandiera) | Yamaha YZ-F 250 Factory |